# 5363 Kupka
Az 5363 Kupka (ideiglenes jelöléssel 1979 UQ) a Naprendszer kisbolygóövében található aszteroida. Antonín Mrkos fedezte fel 1979. október 19-én.